# Holger Stark (Pharmazeut)

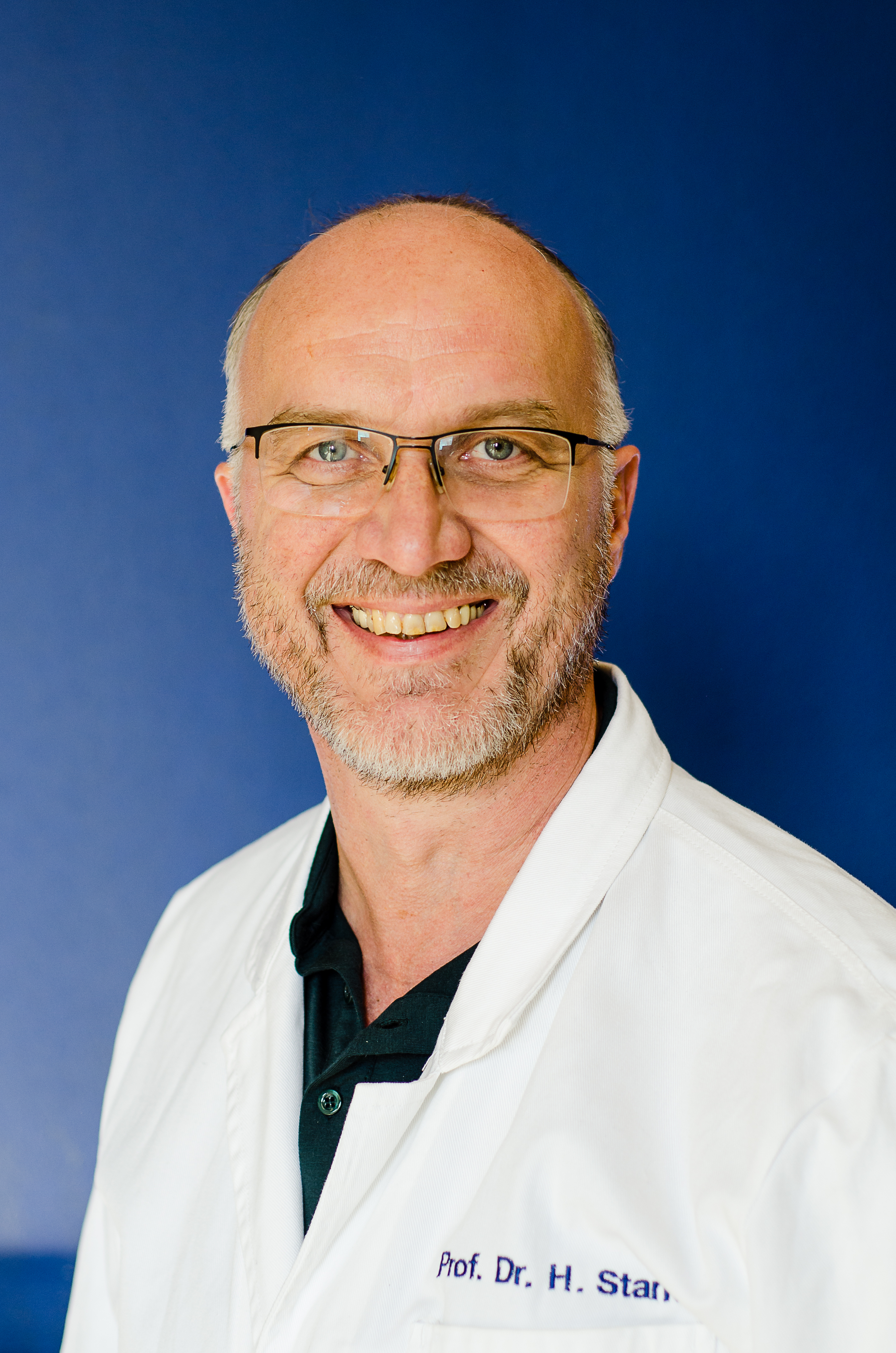
Holger Stark (2018)

Holger Stark (* 15. September 1962 in Bassum) ist ein deutscher Apotheker und Hochschulprofessor an der Heinrich-Heine-Universität in Düsseldorf.

## Beruflicher Werdegang
Holger Stark studierte von 1982 bis 1986 Pharmazie an der Freien Universität Berlin und erlangte 1987 seine Approbation als Apotheker. Von 1987 bis 1991 promovierte er am Institut der Pharmazie der Freien Universität Berlin unter Anleitung von Walter Schunack in Kooperation mit Jean-Charles Schwartz (Bioprojet, Paris/Frankreich) und Charon Robin Ganelli (London/England). Mit seiner Doktorarbeit „Zur Arzneistoffentwicklung von Prodrugs mit agonistischer Wirkform und Antagonisten des Histamin-H3-Reptors“ erhielt er im Dezember 1991 den Titel Dr. rer. nat. mit summa cum laude.
Nach seiner Promotion arbeitete er unter anderem an der Entwicklung neuer, selektiver Liganden für Dopamin-D2-ähnliche Rezeptoren in Kooperation mit Pierre Sokoloff vom Unité de Neurobiologie et Pharmacologie – INSERM (Paris/Frankreich). 1999 habilitierte er sich im Fach pharmazeutische Chemie mit der Monografie „Dopamin-D3-Rezeptorliganden als pharmakologische Werkzeuge und potentielle Arzneistoffe“ unter Erhalt der venia legendi.
Seine erste C3-Professur für den Lehrstuhl Pharmazeutische/Medizinische Chemie nahm Holger Stark an der Johann Wolfgang Goethe-Universität Frankfurt am Main an und erhielt 2007 die W3-Professur. 2013 folgte er dem Ruf auf eine W3-Professur am Institut für Pharmazeutische und Medizinische Chemie an die Heinrich-Heine-Universität Düsseldorf. 2005  lehnte er einen Ruf für Pharmazeutische Chemie (W3) an die Technische Universität Carolo-Wilhelmina zu Braunschweig ab. 2008  lehnte er einen Ruf auf den Lehrstuhl für Pharmazeutischen Chemie der Leopold Franzens-Universität, Innsbruck/Österreich ab. 2016 erhielt Stark einen Ehrendoktortitel von der Universität Niš in Serbien für herausragende Forschungsleistung und sein Engagement zur Intensivierung der Zusammenarbeit. Von 2004 bis 2019 war Holger Stark Chefredakteur des Archivs der Pharmazie – Chemistry in Life Sciences.
Stark ist Autor von mehr als 240 Originalarbeiten, Review-Artikeln und Buchbeiträgen. Er war an 10 internationalen Patentfamilien beteiligt, mit 60 nationalen Anmeldungen.

## Wissenschaftliche Forschung und Arbeitsgebiete
Seit seiner Berufung und darüber hinaus widmet sich Stark der akademischen Wirkstoffforschung. Seine Forschungsschwerpunkte liegen in der Entwicklung neuer, synthetischer Rezeptorliganden für G-Protein gekoppelte Rezeptoren, hauptsächlich Histamin- und Dopamin-Rezeptoren, mit hoher Affinität und Selektivität. Die Kombination aus chemischer Synthese und rationalem Wirkstoffdesign mit der pharmakologischen und zellbiologischen Testung dient dabei in erster Linie der Entwicklung von pharmakologischen Werkzeugen. In diesem Hinblick kam der Entwicklung von Fluoreszenzliganden besondere Bedeutung zu. In zweiter Linie sind die entwickelten hochaffinen Rezeptorliganden potenzielle neue Wirkstoffkandidaten für Erkrankungen wie Morbus Parkinson, Morbus Alzheimer oder Schizophrenie, mit dem Ziel der Wiederherstellung gesunder Körperfunktionen. Weitere pharmazeutisch-medizinische Forschungsgebiete sind NMDA-Rezeptorliganden, Sphingolipide, Enzym-Inhibitoren (Monoaminoxidase, Cholinesterase), Cyclooxygenase, Arachidonat-5-Lipoxygenase und Ionenkanäle.
Stark ist Miterfinder des Wirkstoffs Pitolisant (Wakix®, Ozawade®), der einzige bis dato zugelassene Histamin-H3-Rezeptor Antagonist für die Therapie von Narkolepsie, sowie für die Therapie von exzessiver Tagesmüdigkeit bei obstruktiver Schlafapnoe.

## Auszeichnungen und Ehrungen
(Quelle: )
- 1992 Joachim-Tiburtius-Preis 1992 (Anerkennungspreis) des Landes Berlin für eine hervorragende Dissertation, Berlin
- 1997/2004 PHOENIX-Pharmazie-Wissenschaftspreise für Pharmazeutische Chemie der PHOENIX Pharmahandel AG & Co., Heidelberg bzw. Erlangen
- 2008 Hessischer Hochschulpreis Exzellenz in der Lehre 2008 „Projekt einer Arbeitsgruppe oder Organisationseinheit“ 4. Platz
- 2016 Ehrendoktorwürde der Universität Niš, Serbien
- 2018 Lehrpreis der Heinrich-Heine-Universität Düsseldorf für ein „Innovatives Veranstaltungskonzept“: Erstsemester-Exkursion „Pharmanauten“[7]